# Parasphyraenops incisus
Parasphyraenops incisus är en fiskart som först beskrevs av Colin, 1978.  Parasphyraenops incisus ingår i släktet Parasphyraenops och familjen havsabborrfiskar. Inga underarter finns listade i Catalogue of Life.